# Euroizacja
Euroizacja – przyjęcie euro przez państwo niebędące członkiem Unii Gospodarczej i Walutowej. Jednostronna euroizacja oznacza de facto zgodę na rezygnację z wpływu na politykę monetarną, gdyż nie wiąże się z wprowadzeniem przedstawicieli tego państwa do organów funkcjonujących w ramach Europejskiego Systemu Banków Centralnych. Europejski Bank Centralny stoi na stanowisku, że wejście do strefy euro powinno być zwieńczeniem procesu konwergencji.

## Euroizacja w państwach niebędących członkami UE
Spośród europejskich krajów nieczłonkowskich wspólną walutę stosuje sześć państw. Na podstawie porozumień walutowych z Unią Europejską na euroizację zdecydowały się cztery mikropaństwa: Watykan i San Marino (powiązane unią walutową z Włochami), Monako (powiązane unią walutową z Francją) oraz Andora. Andora podpisała umowę z państwami strefy euro 30 czerwca 2011; weszła ona w życie 1 kwietnia 2012. Od 1 lipca 2013 Andora mogła wprowadzić w obieg własne monety. Zostały one wyemitowane w 2014. Dwa inne państwa wprowadziły euro bez porozumienia z UE: Czarnogóra i Kosowo.

## Euroizacja a Polska
Jeszcze przed wejściem Polski do Unii Europejskiej w debacie publicznej pojawiały się pomysły dotyczące jak najszybszego wprowadzenia euro. Przedstawicielami takiej koncepcji byli, między innymi, ekonomiści Andrzej Bratkowski i Jacek Rostowski, chociaż uważali, że krok ten powinien być poprzedzony rozmowami z Unią. Pogląd ten popierały również inne osoby związane z CASE.
W 2005 roku na ten temat wypowiadał się także Jan Rokita, jeden z ówczesnych liderów PO, twierdząc, że krok ten zapobiegłby nadmiernemu umocnieniu złotego. Przed takim krokiem ostrzegał jednak, na przykład, ówczesny premier Marek Belka, zwracając uwagę na fakt, że zostałoby to źle odebrane przez UE. Utrzymywał, że należałoby raczej rozważyć powiązanie złotego z euro w ramach izby walutowej, po uprzednim zrównoważeniu finansów publicznych.